# Pseudotristria
Pseudotristria is een geslacht van rechtvleugeligen uit de familie veldsprinkhanen (Acrididae). De wetenschappelijke naam van dit geslacht is voor het eerst geldig gepubliceerd in 1961 door Dirsh.

## Soorten
Het geslacht Pseudotristria omvat de volgende soorten:
- Pseudotristria cylindrica Uvarov, 1953
- Pseudotristria isabelleae Johnsen, 1986
- Pseudotristria manicae Miller, 1949